# Tsarskoje Selo

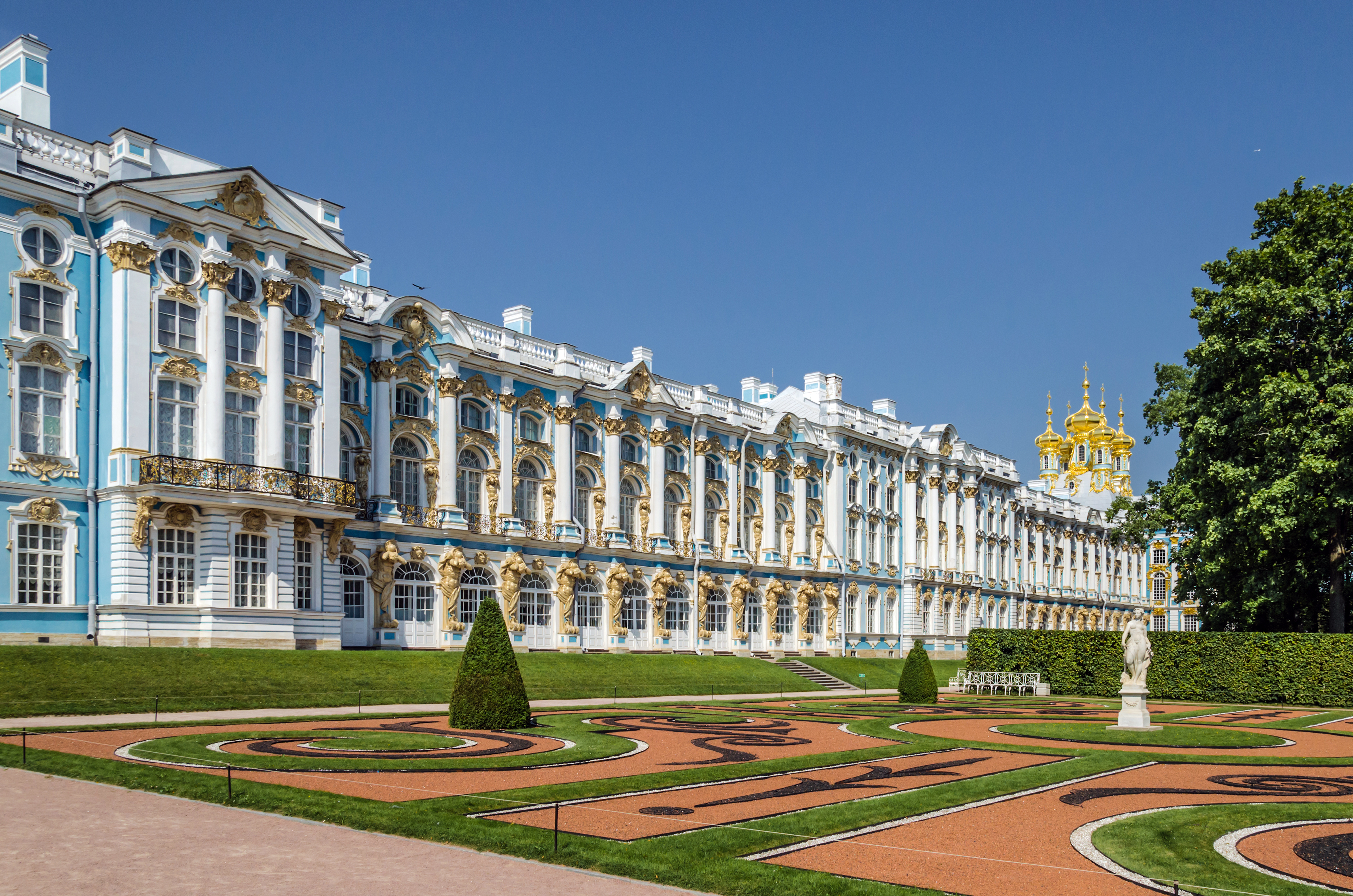
Katarinapalatset med park.

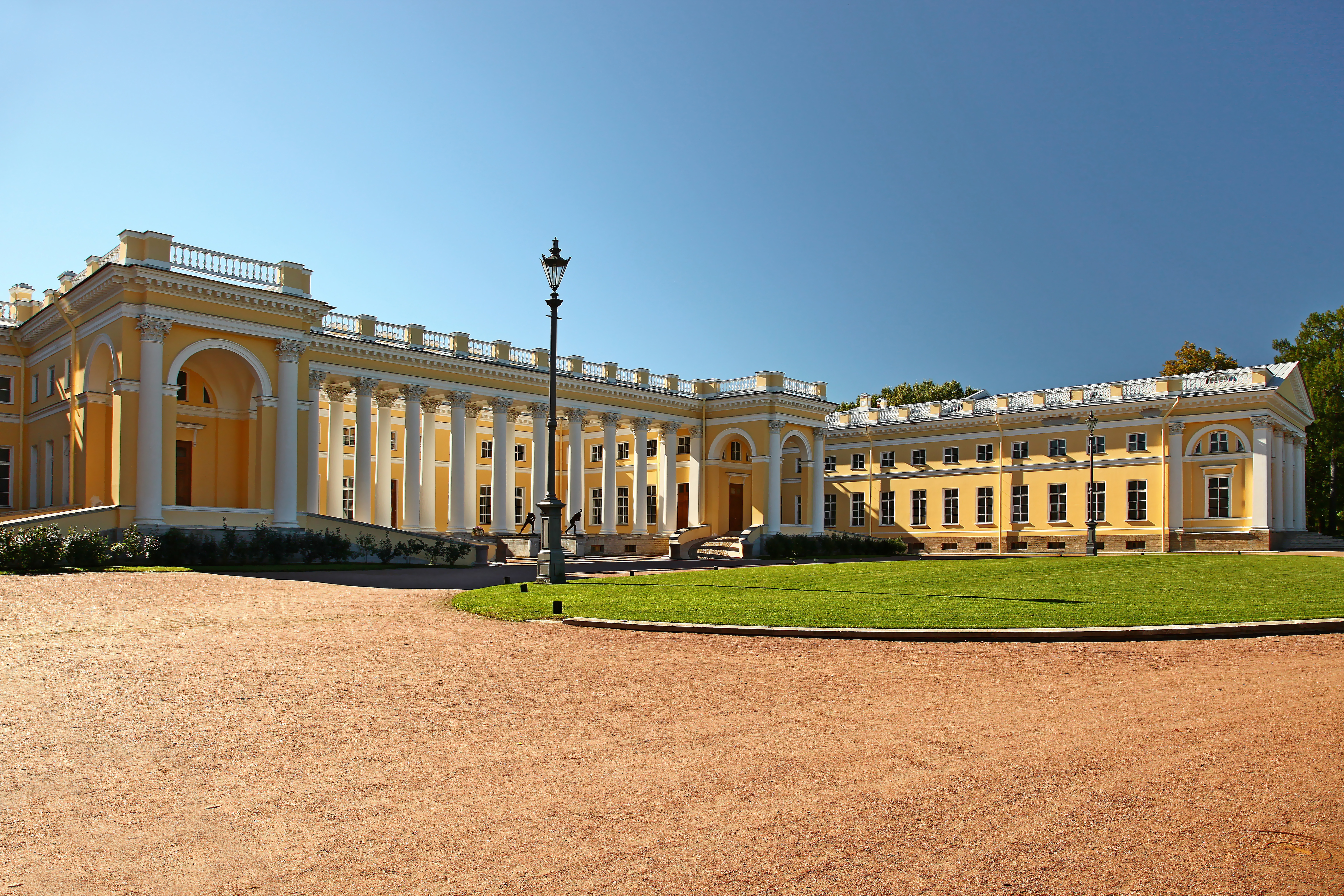
Alexanderpalatset.

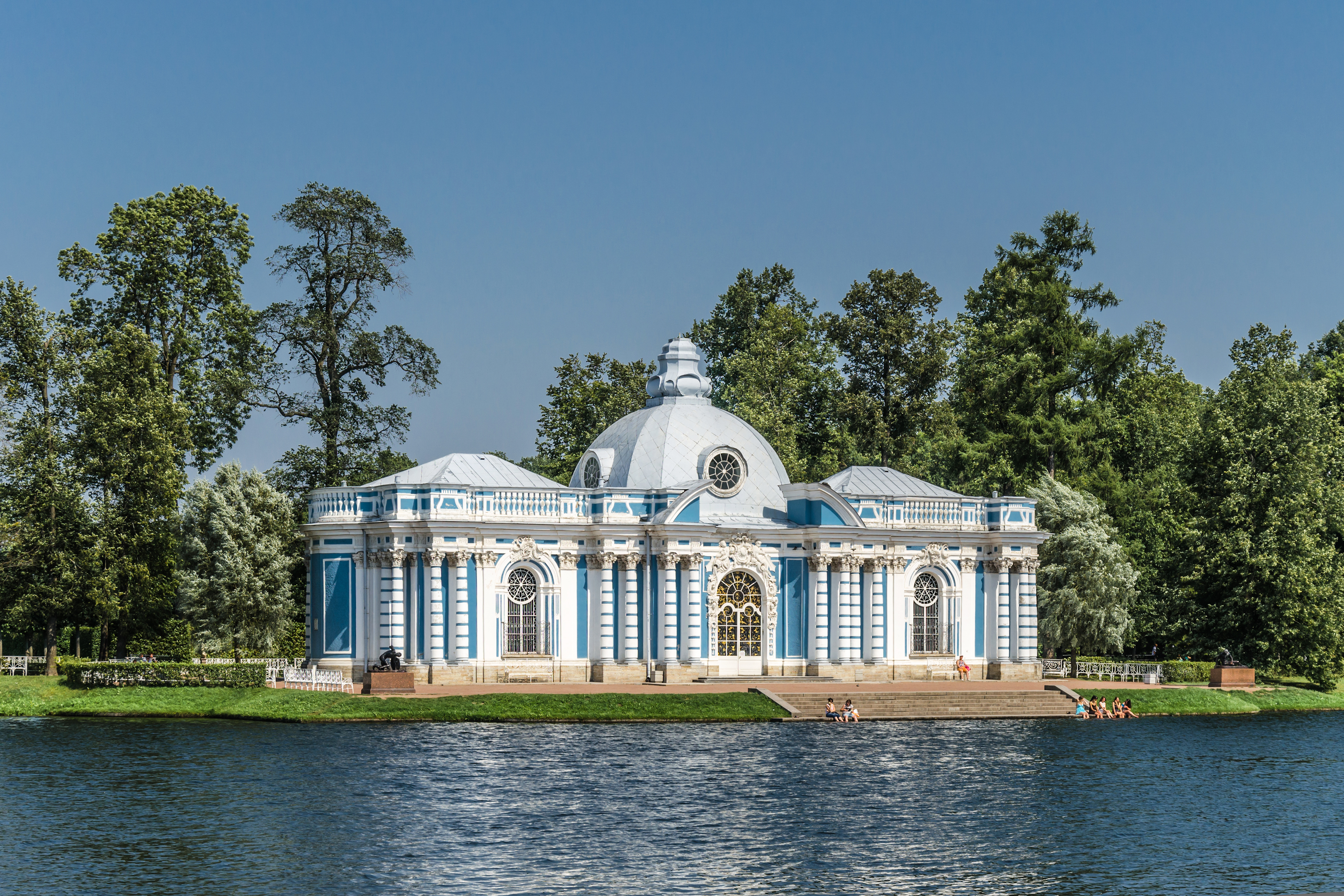
Grottpaviljongen i Tsarskoje Selo.

Tsarskoje Selo (ryska: Царское Село, "Tsarens by") var de ryska tsarernas sommarresidens i staden Pusjkin i länet Sankt Petersburg. Anläggningen består av flera byggnader, bland annat två slott, och vidsträckta landskapsparker. Tsarskoje Selo är ett välbesökt turistmål, beläget 25 kilometer söder om Sankt Petersburg.

## Historia
Under 1600-talet fanns en svensk egendom på platsen för det nuvarande Tsarskoje Selo. År 1708 skänkte Peter den store den svenska egendomen till sin hustru, den blivande kejsarinnan Katarina I.
Det ena slottet, Katarinapalatset, byggdes 1717 för Katarina I. Det förändrades dock senare av den italienske arkitekten Bartolomeo Rastrelli. Slottets barockfasad är 300 meter lång och byggnaden går i vitt och ljusblått, med kupoler i guld. Flera av slottets salar får besökas, bland annat det berömda bärnstensrummet där alla väggar är av bärnsten. Rummet demonterades av tyska soldater under andra världskriget och delar av det fördes till Königsberg (nuvarande Kaliningrad) där de försvann, men ett fullt rekonstruerat rum återinvigdes 2003.
Det andra slottet, Alexanderpalatset, ritades 1792 av Giacomo Quarenghi för Alexander I. Alexanderpalatset fungerade från 1904 som bostad åt Nikolaj II av Ryssland med familj. De satt i husarrest där 1917, innan de deporterades till Jekaterinburg. Slottsbyggnaden skadades under andra världskriget, men det har senare genomgått en omfattande restaurering.
En fransk och en engelsk park anlades nära slotten, och ett parklandskap av mindre byggnader växte upp med ett antal paviljonger och mindre herrgårdsliknande hus och villor avsedda för hovets personal och den ryska överklass som från slutet av 1700-talet började tillbringa sommaren nära tsarhovet i Tsarskoje Selo. Bland dessa byggnadsverk fanns Grottpaviljongen, Marmorbron och den Kinesiska byn.
Grottpaviljongen var en trädgårdspaviljong av det slag som var populära under rokokon och uppfördes 1755-1782. 
Marmorbron var en dekorativ bro som uppfördes 1774. 
Den Kinesiska byn var ett exempel på det kineseri som var populärt under 1700-talet. Tio hus i imiterad kinesisk stil uppfördes 1782-1796 och användes sedan som gästhus för besökare. 
Nära den kinesiska byn uppfördes 1779 en operateater i kinesisk stil, där Katarina den storas italienska operasällskap uppträdde för hovet. Den brändes ned 1941 och återuppfördes inte. 
Katarina den stora lät anlägga den lilla staden Sophia nära slotten på 1770-talet, och denna växte 1808 ihop med staden Tsarskoje Selo. År 1837 anslöts samhället till huvudstaden med järnväg. 
Efter ryska revolutionen bytte orten namn till Detskoje Selo. Den ryske författaren Aleksandr Pusjkin, som växte upp i omgivningarna kring Tsarskoje Selo, har givit namn åt den intilliggande staden, som fick detta namn 1937. 
Under andra världskriget blev orten ett centrum för tyska trupper, som förstörde det grundligt vid sin reträtt. Det har dock senare återställts. 
Tsarskoje Selo ingår i Unesco-världsarvet "Sankt Petersburgs historiska stadskärna och närliggande kulturminnesmärken".

## Bilder

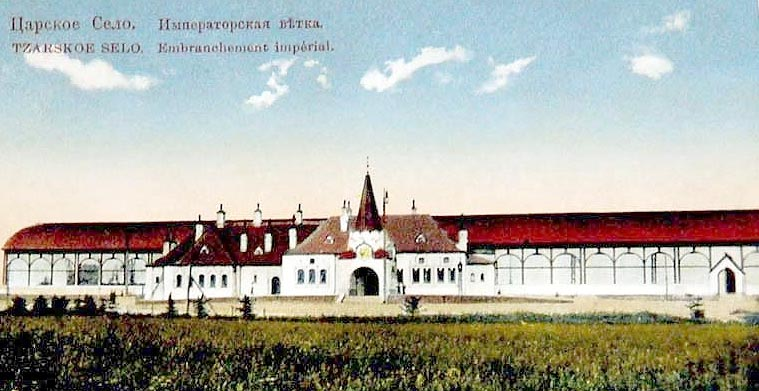
Den kejserliga järnvägsstationen i Tsarskoje Selo.
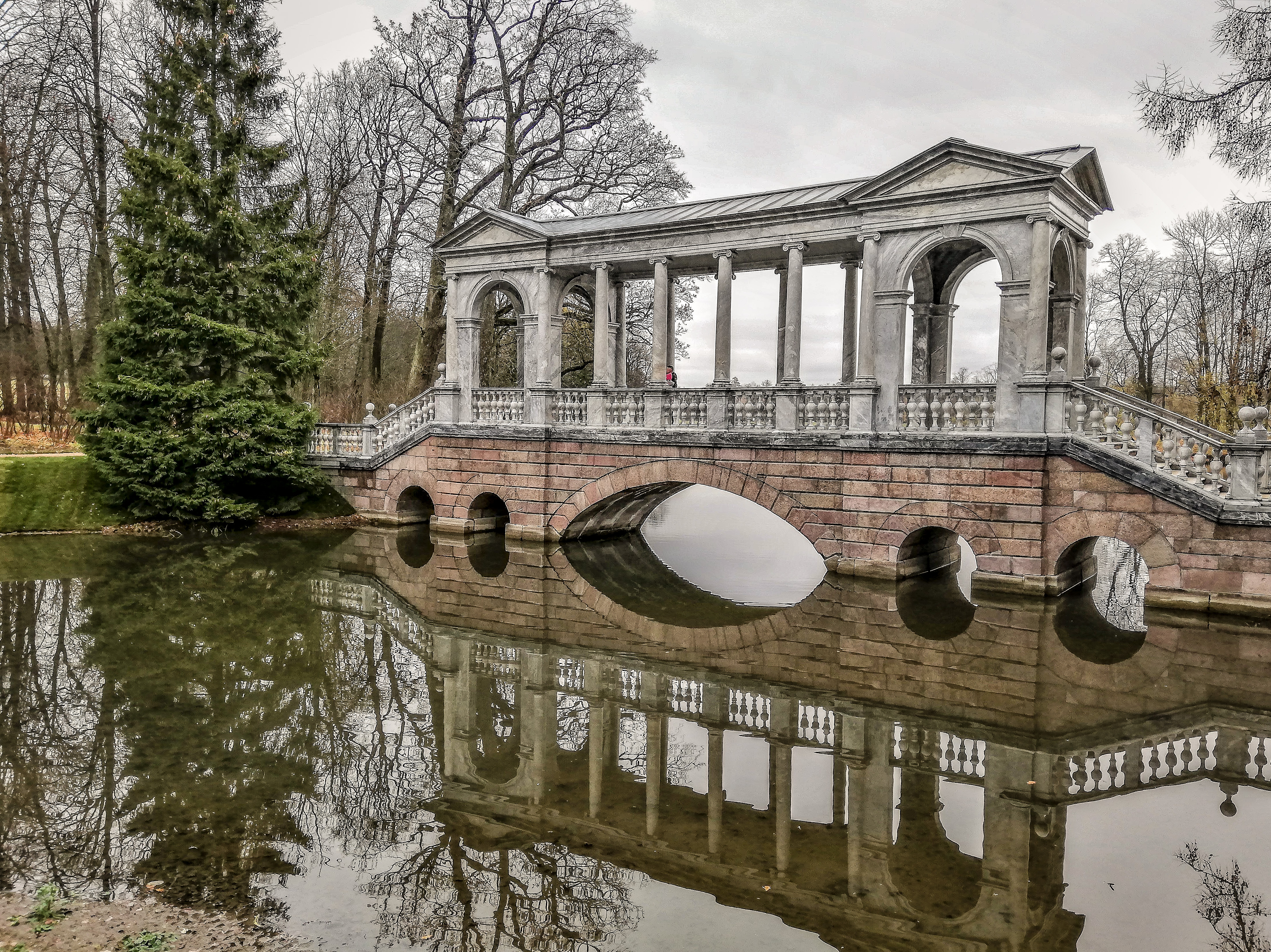
Marmorbron i Tsarskoje Selo.
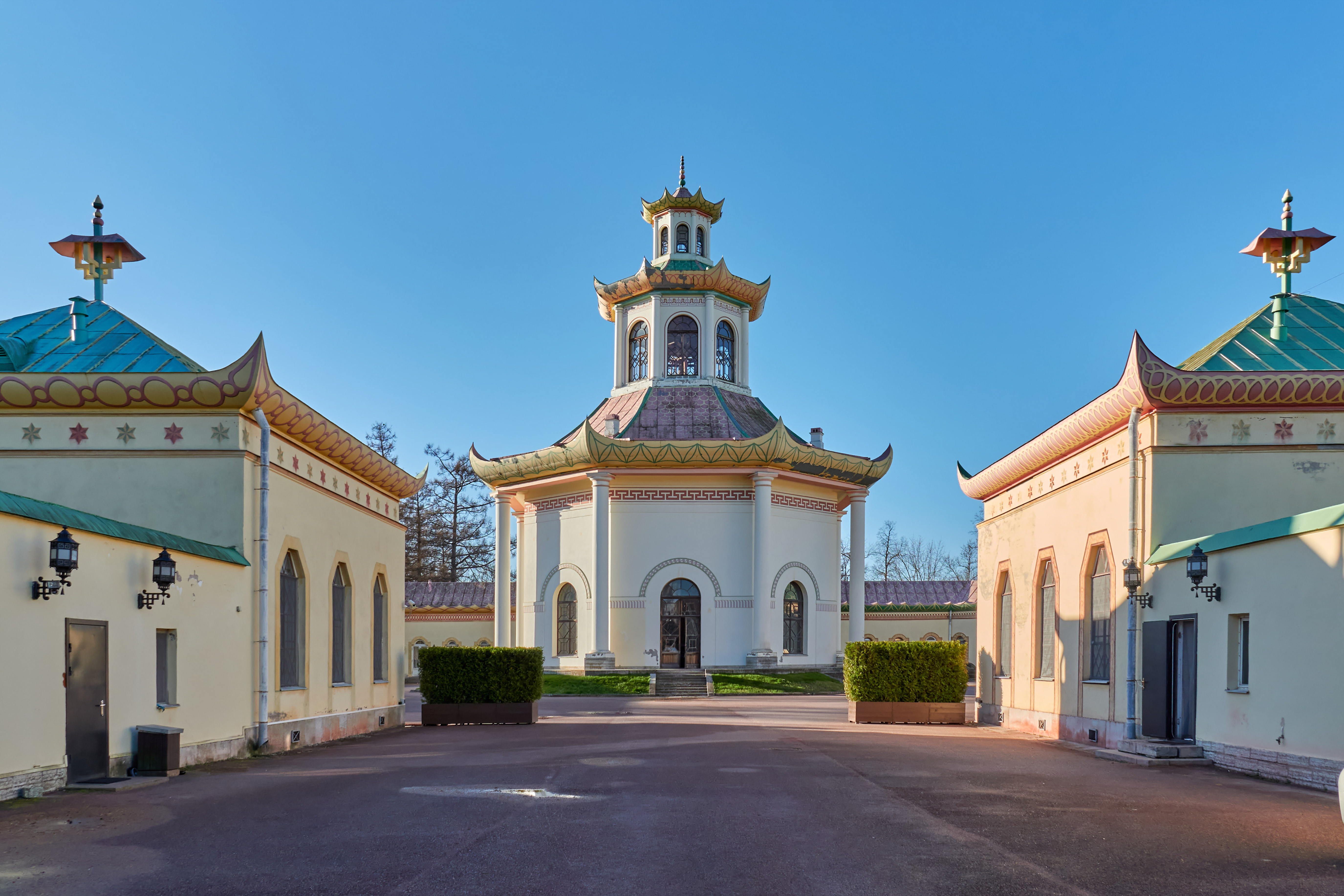
Kinesiska byn.
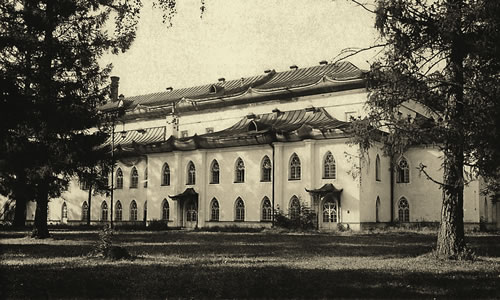
Operateatern.
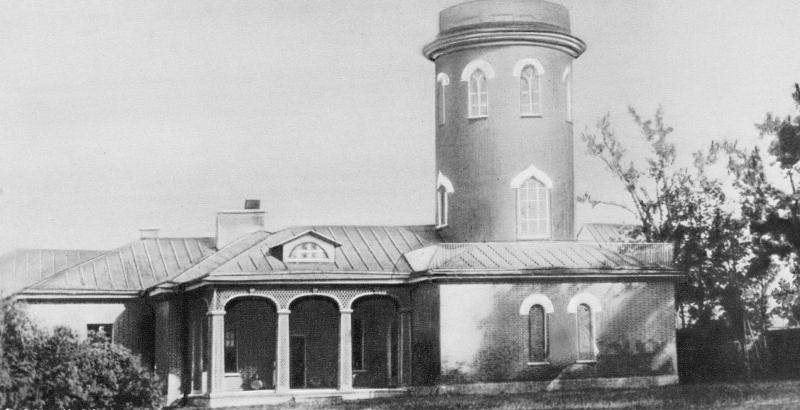
Ekonomibyggnad med torn vid Alexanderpalatset.